# منظمة التعليم السري
منظمة التعليم السري (بالبولندية: Tajna Organizacja Nauczycielska) ويشار إليها أيضًا باسم جمعية التعليم السري أو منظمة التعليم السري المخبأة، كانت منظمة تعليمية بولندية تحت الأرض أُنشئت في عام 1939 بعد غزو ألمانيا لبولندا بهدف توفير التعليم السري في بولندا المحتلة خلال الحرب العالمية الثانية.
تم إنشاء المنظمة في نهاية أكتوبر 1939 في وارسو ردًا على إغلاق الألمان لمعظم المؤسسات التعليمية البولندية  والقمع الذي تعرض له المعلمون . في محاولة لمنع ظهور جيل جديد من البولنديين المتعلمين، أصدر المسؤولون الألمان قرارًا يقضي بأن ينتهي تعليم الأطفال البولنديين بعد بضع سنوات من التعليم الابتدائي.
كتب هاينريش هيملر في مذكرة له في مايو 1940: "الهدف الوحيد من هذا التعليم هو تعليمهم الحساب البسيط، ولا شيء فوق الرقم 500؛ كتابة أسمائهم؛ والمعتقد بأن طاعة الألمان هي قانون إلهي... لا أعتقد أن المعرفة بالقراءة مرغوبة". تم إغلاق معظم المدارس، وتم اعتقال العديد من المعلمين بل إعدامهم خلال تطهير المثقفين البولنديين، وفي المدارس المتبقية تم مراقبة المناهج بشدة، ومصادرة الكتب المدرسية، وإغلاق المكتبات.
ركزت المنظمة على التعليم الابتدائي. مع مرور الوقت، توسعت لتشمل التعليم الثانوي. قدمت المنظمة مساعدة للمعلمين المحتاجين، مثل المعلمين الذين تم ترحيلهم من الأراضي البولندية التي ضمها النازيون أو الذين كانوا في الاختباء بسبب وجود مذكرات توقيف ضدهم. كما قدمت مساعدة لعائلات المعلمين الذين تم اعتقالهم أو قتلهم أو الذين كانوا في الاختباء. كما شاركت في الطباعة تحت الأرض وتوزيع الكتب المدرسية.
يشير نورمان دافيز إلى أن المنظمة قامت بتعليم مليون طفل. بحلول عام 1942، شارك حوالي 1,500,000 طالب في التعليم الابتدائي السري الذي تقدمه المنظمة؛ وفي عام 1944، كان نظام التعليم الثانوي يغطي 100,000 شخص ودورات التعليم الجامعي كانت تضم حوالي 10,000 شخص.
تعاونت المنظمة بشكل وثيق مع الحكومة البولندية في المنفى (التي كانت تدعمها ماليًا) و الدولة البولندية تحت الأرض. شملت شبكة المنظمة جميع أنحاء بولندا، مع مراعاة الهيكل التعليمي ما قبل الحرب للجمهورية البولندية الثانية، وكانت أكثر تنظيمًا في حكومة الجنرال. تم اعتقال وقتل الآلاف من أعضائها بواسطة الألمان. يُقدّر أن حوالي 15% من المعلمين البولنديين أو 8,000 معلم لقوا حتفهم خلال فترة الاحتلال.
شمل مؤسسو المنظمة والنشطاء الرئيسيين العديد من الأشخاص المرتبطين بـ رابطة المعلمين البولنديين قبل الحرب، ومن بينهم: زيغمونت نوفيكي، كازيميرز ماي، واسلاب تولودزيكي، توفييل ووجينسكي، و تسزواف وايتش.
في عام 1945، أصبحت المنظمة أساسًا لـ رابطة المعلمين البولنديين التي تم إعادة تأسيسها؛ ومع ذلك، أصبحت أيضًا تحت سيطرة الحكومة الشيوعية التي نصبتها الاتحاد السوفيتي.